# ハウラニ (クレーター)
ハウラニ（英: Haulani）は、準惑星ケレスの赤道近くのクレーターである。名前はハワイ神話の植物女神ハウラニに由来する。
明るい点スポット1 (Spot 1) はハウラニの中心に位置する。